# 赖因哈德·根策尔
赖因哈德·根策尔，ForMemRS（德語：Reinhard Genzel，1952年3月24日—），德国天体物理学家、美国加州大学伯克利分校物理学教授、慕尼黑大学荣誉教授。1990年代起，根策尔领导研究团队以红外线探测银河系中心区域，终于探明银河中央存在一个质量约为太阳400万倍的致密天体，并对其性质做了研究。因为这项成就，他与罗杰·彭罗斯、安德烈娅·盖兹同获2020年诺贝尔物理学奖。

## 科学贡献
广义相对论从理论上预言了黑洞的存在。1960年代，银河系外的类星体被发现，它们距离遥远却又非常明亮，因而从理论上可以推定其中心存在着高质量星体，但是这些河外星体的细节性观测在当时十分困难。人们推测，银河系内部是否也存在黑洞。由于星际尘埃的存在，恒星的视觉大小又非常小，银河系中心区域实际上亦观测不易。根策尔的团队使用了智利欧洲南方天文台的甚大望远镜，这座望远镜的近红外高分辨率成像和光谱可以满足观测精度的要求。有了好的工具，根策尔团队还研发了自适应光学新技术矫正地球大气造成的误差。甚大望远镜的“GRAVITY”（“重力”）设备使他们得以研究人马座A*巨大引力的影响，比如其周围的一些气体的流动情况，尤其是辨认出活动星系核的宽线区。
近20年观测积累的恒星动力学证据，结合马克·里德（Mark Reid）等人对人马座A*的甚长基线射电干涉测量，根策尔断定它就是黑洞。美国天文学家安德烈娅·盖兹的团队也得出了类似结果。利用在银河系中心区的观测，根策尔对广义相对论的理论做了检验，实验的结果到目前均能符合广义相对论的预测。例如2018年7月，根策尔等人报道，2018年5月他们观测到以7650公里/秒或光速的2.55%围绕人马座A*运行的恒星S2，距离人马座A*约120 AU ≈ 1400史瓦西半径。这使他们能够以相对论速度检验广义相对论预测的红移，从而进一步证实了该理论。不过一些性质仍有待研究：比如超大黑洞自否自旋、无毛定理是否普遍成立，等等。
根策尔团队还观测了其他的一些天体，比如更远的星系以及恒星正在生成的区域。2009年他们加入了赫歇尔空间天文台的项目，给那里的太空红外望远镜安装了光电导阵列照相机和分光计。欧洲极大望远镜计划于2020年代启动，根策尔和同事着手打造其首个光学部件“MICADO”，并希望凭借这一望远镜观测宇宙中最古老的星系。他们相信，每个星系中央都有超大质量黑洞。

## 生平
赖因哈德·根策尔1952年生于德国黑森州的巴特洪堡，这一市镇位于法兰克福北郊。他的母亲是艾娃-玛利亚·根策尔，父亲路德维希·根策尔（1922-2003）是固体物理学教授。他中学就读于弗莱堡的一所“人文体育学校”，学习过9年的希腊语和拉丁语，之后也保持了对于历史和考古学的兴趣。16岁时，父亲给他展示过如何制做光谱仪，激发了他对实验物理学的热情。他曾热衷于标枪运动，并且是学校手球队队员。1972年，他参加过青年国家田径队的集训。
1970年-1974年，根策尔于弗莱堡大学和波恩大学进修物理，之后在波恩马克斯·普朗克射电天文学研究所开始了天文学生涯，作为论文学生。1976年-1978年完成了关于星际水蒸气激微波的博士论文，之后赴马萨诸塞州剑桥市哈佛-史密森天体物理学中心做博士后研究。1980年加入加州大学伯克利分校的查尔斯·汤斯研究团队。在伯克利的时候，汤斯团队已然推定银河系中心存在着质量约400万太阳质量的天体，根策尔认为它就是黑洞。
1976年，根策尔与奥尔索利娅·布罗维切尼结婚，布罗维切尼是一位医生。1980年根策尔成为加州大学伯克利分校米勒研究员，次年成为该校物理学副教授。根策尔夫人于1979年、1983年产下二女——达丽雅和丽莎。1987年回到德国之后，成为慕尼黑马克斯·普朗克天体物理研究所所长，并任教于慕尼黑大学。1999年起任加州大学伯克利分校兼职教授。

## 荣誉
根策尔所获奖项有：米勒研究奖学金（1980-1982年）、马克斯·普朗克学会奥托·哈恩奖章（1980年）、国家科学基金会总统年轻研究者奖（1984年）、美国天文学会牛顿·莱西·皮尔斯天文学奖（1986年）、德国科学基金会莱布尼茨奖（1990年）、得克萨斯大学德沃库勒尔奖章（2000年）、法國天文學會朱尔斯·让森奖（2000年）、德国物理学会实验物理斯特恩·格拉赫奖章（2003年）、巴尔赞红外天文学奖（2003年）、阿尔伯特·爱因斯坦奖章（2007年）、邵逸夫奖（2008年）、“伽利略 2000”奖（2009年）、卡尔·史瓦西奖章（2011年）、瑞典皇家科学院克拉福德奖（2012年）、欧洲天文学会第谷·布拉赫奖（2012年）、以色列理工学院哈维奖（2014年）、皇家天文学学会赫歇尔奖章（2014年） 、诺贝尔物理学奖（2020年）。
根策尔还是美国和德国天文和物理学会会员、美國物理學會会员（1985年）、美国国家科学院外籍院士（2000年）、法国科学院外籍院士（1998年）、利奥波第那科学院院士（2002年）、欧洲科学院院士（2002年）、巴伐利亚科学院资深院士（2003年）、西班牙皇家科学院外籍院士（2011年）、英国皇家学会外籍会士（2012年）。